# Harisnyakötőgép
A harisnyakötőgép harisnyák, harisnyanadrágok vagy zoknik készítésére szolgáló körkötőgép. 
A harisnyákat a 16. század végéig kézi munkával kötötték. 1589-ben találta fel William Lee a kötőgépet, ami ezt a kézzel végzett tevékenységet gépesítette, és alkalmas volt harisnyák készítésére is. Kézzel és lábbal működtetett eszközével hatszor olyan gyorsan készült el a harisnya, mint kézi kötéssel. Minthogy találmányát hazájában nem tudta hivatalosan elismertetni és a kézzel dolgozó harisnyakötők is ellenségesen fogadták, Franciaországba települt át és 1612-ben ott alapított harisnyakészítő üzemet.
Lee gépe a ma horgas tűnek nevezett tűfajtával (lásd a kötőgép szócikkben) dolgozott (ez is része volt Lee találmányának). Síkban kiterített kelmét készített, amiből kiszabták a harisnya formáját és hosszában összevarrva alakították ki a cső alakú terméket. Későbbi fejlesztések során megoldották a sarok és az orrhegy szaporítással–fogyasztással történő kialakítását, így a gépen már formára kötött, síkban kiterített harisnyát állíthattak elő, amit azonban hátul változatlanul össze kellett varrni. (Lásd bővebben a harisnyagyártás szócikkben.) Később ezt a konstrukciót is több lépcsőben továbbfejlesztették, ami végül a William Cotton nevéhez fűződő, ma síkhurkológépnek nevezett géptípushoz vezetett (1864), azonban változatlanul horgas tűkkel működve. Ilyen gépeken a 20. század közepéig készítettek – főleg finom női – harisnyákat. Ekkorra azonban már olyan magas szintre emelkedett a körkötőgépeken készített harisnyaáruk gyártási technológiája, hogy ezek a gépek fokozatosan kiszorították a síkhurkolt harisnyákat.

## A harisnya-körkötőgépek kialakulása
1849-ben Mattew Leo Townsend szabadalmaztatta a kanalas tűt és ezzel lehetővé vált a ma körkötőgépeknek nevezett gépkonstrukció megalkotása. Az első körkötőgépek az 1850–1860-as évtizedekben jelentek meg.
Kezdetben a körkötőgépen csak egyetlen, függőleges helyzetű, henger alakú tűágy volt, amelyen – mai szóhasználattal – csak egyszínoldalas csőkelme volt előállítható. 1872-ben Henry Josiah Griswold szerkesztette meg az első két tűágyas körkötőgépet, ezen a tűshenger fölött egy tűkkel sugár irányban berakott tárcsát (tűstárcsát) helyezett el, amelynek tűi együttműködtek a tűshenger tűivel. Ezen a gépen már ún. kétszínoldalas kötésű csőkelme volt gyártható, amely keresztirányban rugalmasabb szerkezetű, mint az egyszínoldalas változat.
A kanalas tűkkel működő harisnya-körkötőgépet, amely a harisnya sarkának és orrának kialakítására is alkalmas, 1866-ban az amerikai William H. MacNary találta fel. Ennek a gépkonstrukciónak a továbbfejlesztése, a gépi hajtás, a mintázó berendezések fejlesztése és a gép működésének automatizálása vezetett a mai harisnya-körkötőgépekhez.
1899-ben találták fel a mindkét végén kanalas tű kiképzésű – ma bal-bal vagy kéfejú tűnek nevezett – tűt és 1900-ban azt a platinát, amellyel az ilyen tűket mozgatni lehet. Ez a két találmány alapozta meg a két tűhengeres, bal-bal rendszerű harisnya-körkötőgépek megalkotását 1912-ben, amely egyrészt alkalmas arra, hogy a két tűágyas kötésű szegélyhez hozzákösse a harisnya egy tűágyon készülő többi részét, másrészt gazdag mintázási lehetőséget kínál.

## A körkötött harisnya kialakítása

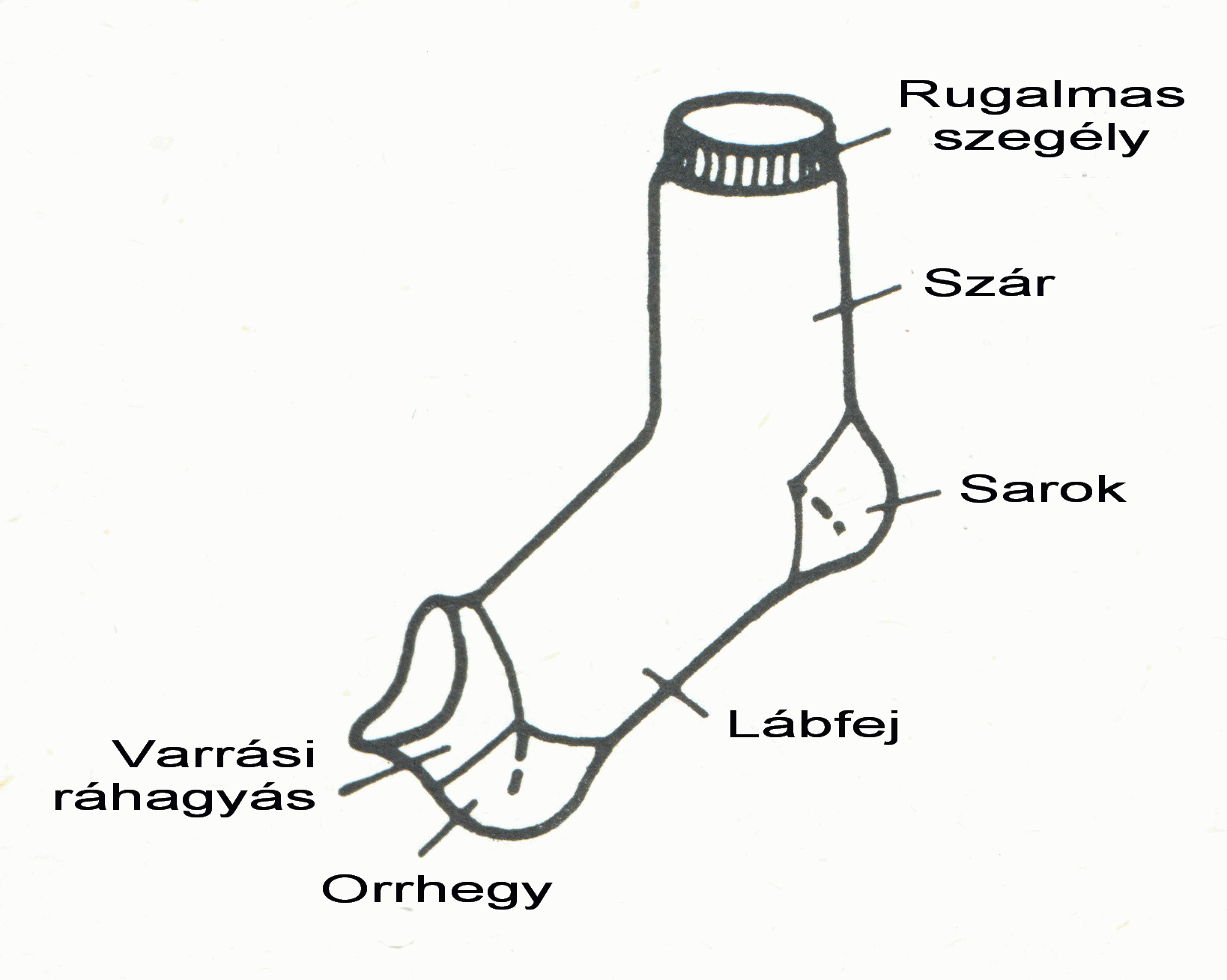
A körkötött harisnya kialakítása. Az orrhegy fölötti varrási ráhagyást a nyílás összevarrását követően lefejtik.

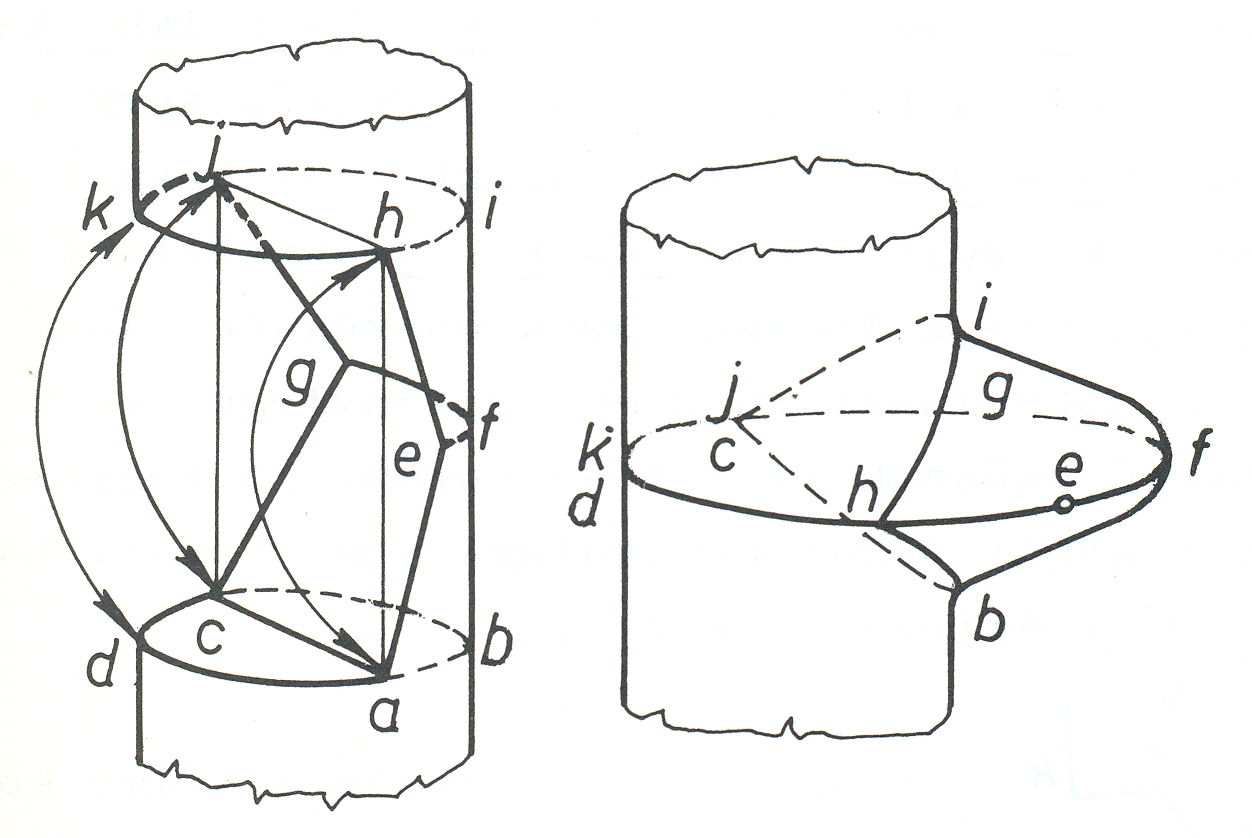
A sarokzsák kialakulása a kötőgépen. A kötés alulról fölfelé halad. a-e és c-g: fogyasztás, e-h és c-j: szaporítás. Fogyasztás és szaporítás közben az adc szakaszon a tűk nem működnek, a szemek a tűkön maradnak, és ezek a tűk a szaporítás befejeztével tovább működve a hkj szakaszon folytatják a kötést.

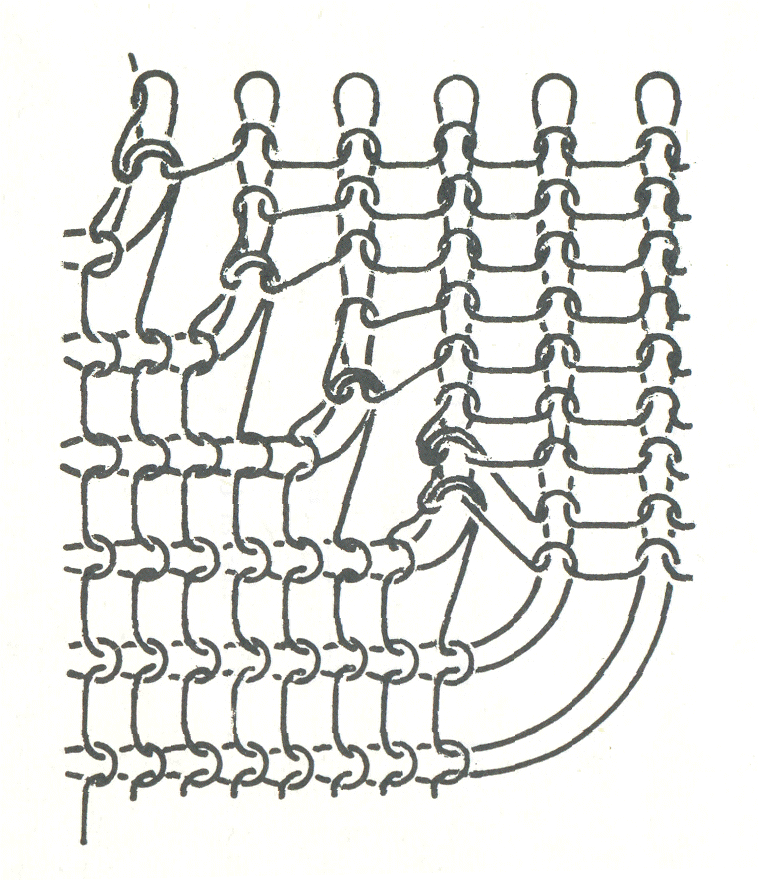
A sarok és orrhegy fogyasztás-szaporítási helyének szemszerkezete

A körkötött harisnya cső alakú termék, amelyen a sarok és az orrhegy helyén zsákszerű kitüremlést alakítanak ki.
A kötés a szárnál kezdődik. Ez készülhet egy tűágyas (egyszínoldalas) vagy két tűágyas (kétszínoldalas) kötésben. (Vannak harisnya- és zoknitípusok, amelyeken – a rugalmasság fokozása érdekében – csak a szár felső szegélyét készítik kéttűágyas kötésben, a szár és az ezt követő részek egyszínoldalas kötésűek). Ebben a fázisban a gép tűshengere folyamatos körforgást végez és a kerülete mentén elhelyezett valamennyi tű dolgozik. Amikor elérik a szár megfelelő hosszát, a gép kiiktatja a működésből a lábfej külső része felé eső tűket és csak a sarok felé eső tűk maradnak működésben. A tűshenger a folyamatos körforgásból jobbra-balra váltakozó irányú mozgásba vált át, így működtetve a sarokfél tűit, miközben fokozatosan mindkét oldalon fogyasztja azok számát (de a szemek a fogyasztott tűkön rajta maradnak), így keskenyítve el a sarokzsákot. Megfelelő megmaradt működő tűszám elérésekor a sarokfél tűit ismét váltakozva mindkét oldalon fokozatosan ismét üzembe helyezik a korábban fogyasztott tűket, amelyek most már újabb szemeket kötnek a korábban rajtuk maradt szemekhez. Ezzel a sarokzsák ismét bővülni kezd, míg végül valamennyi korábban fogyasztott tű ismét működésbe lép. Ekkor a gép megint üzembe helyezi a fejfél tűit is, ismét körforgó mozgásba vált át, és folytatódik a cső alakú kötés, most már a lábfej részén is. Ennek megfelelő hosszát elérve az előbbi folyamat játszódik le újra, amivel a harisnya orrhegy részét alakítják ki. Amikor ez elkészül, a harisnya orra nyitva marad, amit össze kell varrni. Korábban ezt utólag végezték el, amikor a harisnyát kivették a kötőgépből, ma már olyan gépeket készítenek, amelyeket orrhegy lezáró egységgel szerelnek fel és az összevarrás még a gépen elkészül – ebben az esetben teljesen kész nyers harisnya kerül le a gépről.
A nyers harisnyát – az orrhegy lezárása után – mossák, ha kell, színezik, majd hő hatására formára rögzítik.
A leírtakból látszik, hogy a harisnya-körkötőgép bonyolult szerkezet, amit tovább bonyolítanak a különféle mintázatok kialakításához szükséges eszközök, berendezések.

## A gépek fő adatai
Az egyik legfontosabb adat a tűshengerek száma, amely – a fent írtak szerint – 1 vagy 2 lehet, és a készítendő termék karakterét, mintázottságát befolyásolja.
A harisnya-körkötőgépek finomságát – mint általában a kötőgépekét – az 1 angol hüvelykre (25,4 mm) eső tűk számával jellemzik és E betűvel jelölik (ami az angol hüvelykre való hivatkozásra utal). Körkötőgépek esetében a tűshenger kerületén mért 1 hüvelykre vonatkozik ez az adat. A szokásos gépfinomság ezeknél a gépeknél általában 7–48 között szóródik. Minél nagyobb ez a szám, annál finomabb szemszerkezetű harisnya állítható elő a gépen.
Fontos adat a gép átmérője, ami azt határozza meg, hogy milyen méretű harisnyák készíthetők a gépen. Ezt is angol hüvelykben adják meg. A szokásos tartomány 3¼–4 ½”.
A gépátmérő és a gépfinomság együttesen meghatározza a gép tűszámát.
Ugyancsak fontos jellemző adat a munkaegységek száma, ami az egy tűshenger-fordulatszám alatt maximálisan elkészíthető szemsorok számát dönti el. Ez 1 és 4 között szóródik. A munkaegységszám egyrészt a gép teljesítményét határozza meg (minél több munkaegységes a gép, annál több szemsor készül egy gépfordulat alatt), másrészt nagy befolyással van a gép mintázóképességére is, mert a különböző munkaegységek akár különböző szemszerkezetek készítésére is beállíthatók.
Színmintás harisnyák készítésénél fontos adat az egyes munkaegységekhez tartozó színváltó szerkezetek száma, ami akár 5–6-ig is terjedhet. Minél nagyobb ez a szám, annál változatosabb színösszeállítású termék gyártható.

## A gépek fő fajtái
Az idők folyamán a harisnya-körkötőgépeknek több változata alakult ki:
- Először a Griswold által feltalált, kézi hajtású körkötőgép jelent meg. Hobbi- (háztartási) gépként még ma is használatos.
- A gépi meghajtású harisnya-kötőgépek között az első változat egy tűshengerrel működött, amely azonban nem forgott: a lakatrendszer forgott a tűshenger körül. Ilyen gépet ma már nem gyártanak.
- A következő fejlődési fokozatot a forgó tűshengeres változat jelentette – ma már minden gép ilyen felépítésű. Két fontos változatuk: a zokikötőgépek és a finom női harisnya- és harisnyanadrág-kötő gépek. Az előbbieket 3½–4½” átmérőben, 7–32 E finomságban, 1–4 munkaegységgel, az utóbbiakat 3½–4” átmérőben, 6½–17 E finomságban, 1–4 munkaegységgel gyártják.
- Már a 20. században jelentek meg a két tűshengeres gépek. Ilyeneket ma a zoknigyártásban használnak. Jellemző a 3½–4” átmérő és a 7–22 E gépfinomság.
- Nagyon fontos gépfajta az egészségügyi harisnya gyártására szolgáló speciális változat, amelynek fő jellegzetessége a harisnyaszár hossza mentén folyamatosan változtatható szorítóerő-beállítás. Jellemző adatai: 3¾–6” átmérő, 16–41 E finomság, 4 munkaegység. Ma talán ezek a legbonyolultabb kötőipari gépek.

A korszerű gépeket már sok esetben automatikus orrhegy-lezárással gyártják.

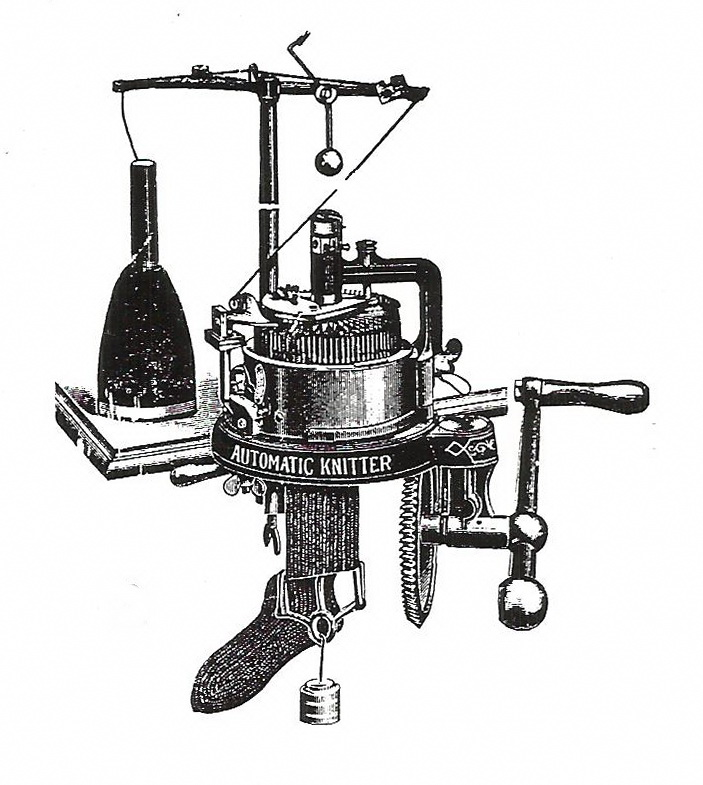
Griswold-féle harisnyakötőgép a 19. századból
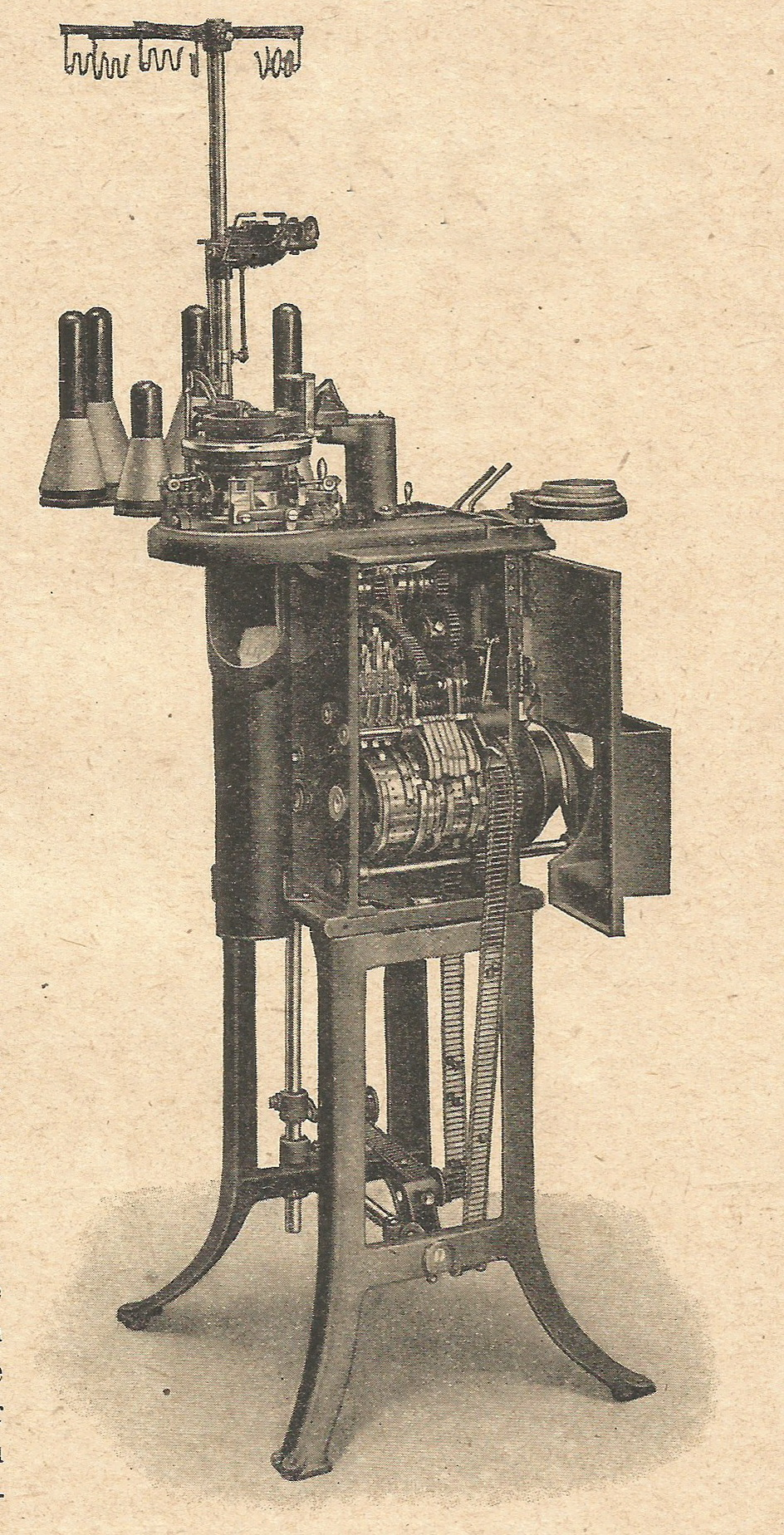
Hilscher Ideal harisnyakötőgép a 20. század elejéről
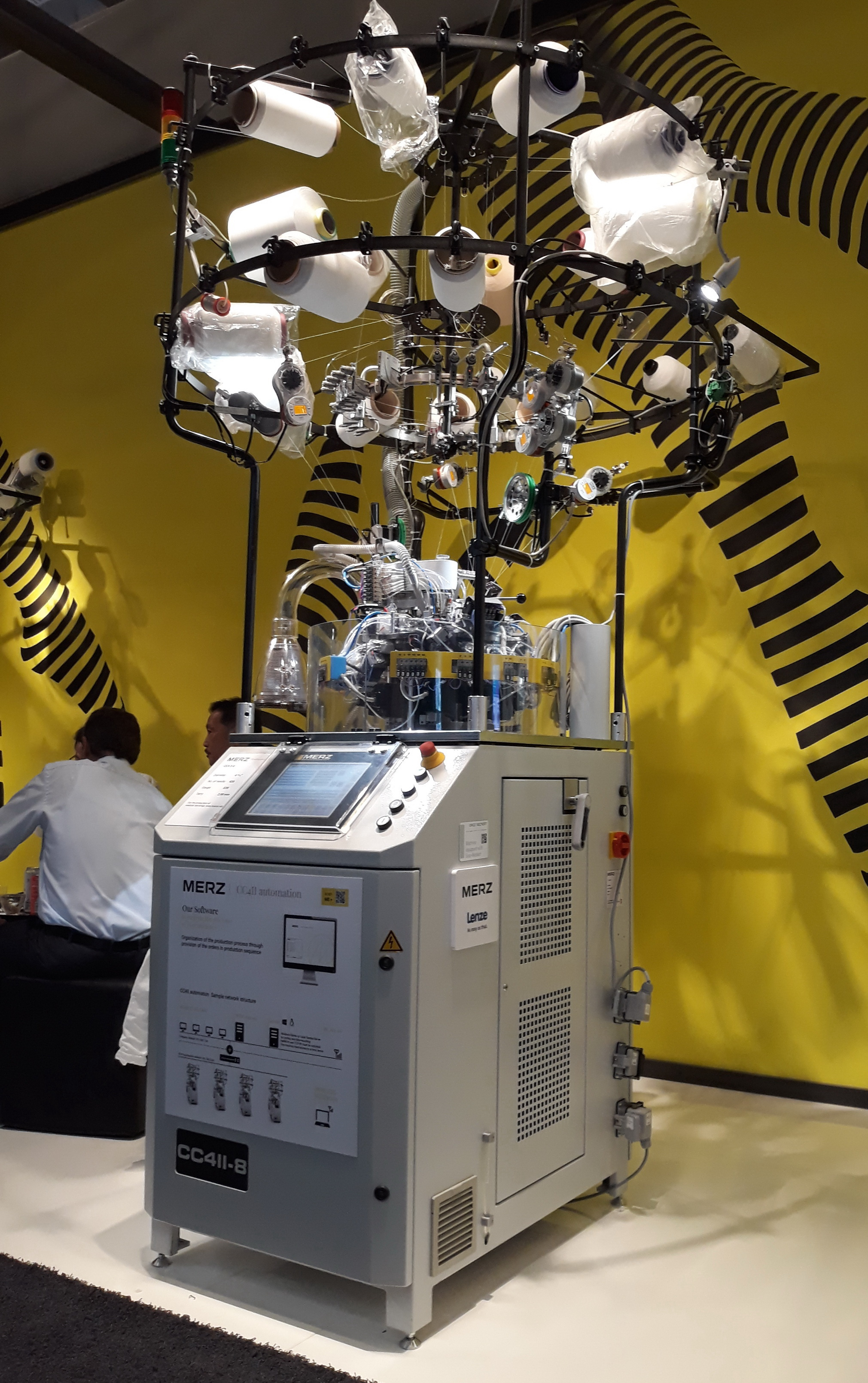
Gyógyharisnya készítésére szolgáló körkötőgép
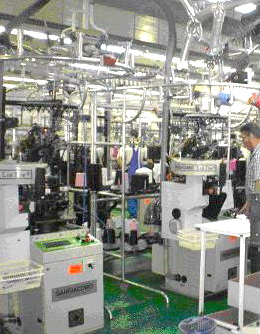
Harisnyakötő üzem

## Megjegyzés
1. ↑  A bal-bal elnevezés onnan származik, hogy az ilyen tűkkel működő kötőgépeken olyan kelmeszerkezet klészíthető amelyben egy-egy tűn váltakozva szín- és fonák- – más szóval bal – oldali szemek készíthetők.>